# 延昌 (北魏)
延昌（512年四月—515年十二月）是北魏的君主宣武帝元恪的第四个年号，共计3年餘。
延昌四年正月孝明帝元诩即位沿用。

## 大事记
- 延昌元年——山西原平、代县发生7.5级地震，造成5310人死亡、2722人受伤。

## 纪年
| 延昌 | 元年  | 二年  | 三年  | 四年  |
| ---- | ----- | ----- | ----- | ----- |
| 公元 | 512年 | 513年 | 514年 | 515年 |
| 干支 | 壬辰  | 癸巳  | 甲午  | 乙未  |

## 參看
- 中国年号列表
  - 其他使用延昌年號的政權
- 同期存在的其他政权年号
  - 天监（502年四月—519年十二月）：南朝梁梁武帝萧衍的年号
  - 建昌（508年-520年）：柔然政权豆罗伏跋豆伐可汗丑奴年号
  - 義熙：高昌政权麴嘉年号